# Supercopa de Alemania
La Supercopa de Alemania (en alemán y oficialmente: Franz Beckenbauer Supercup) es una competición entre clubes de fútbol de Alemania, disputándose a partido único entre el campeón de la Bundesliga y el vencedor de la Copa de Alemania.
El partido de la Supercopa alemana supone el inicio de la temporada futbolística en el país.
El partido se disputa en el estadio del campeón de Copa o en el estadio del subcampeón de la Liga.
A partir de la temporada 2025–26, la competición ha sido renombrada en honor a la leyenda del fútbol alemán Franz Beckenbauer.

## Historia
Si bien se disputaron ediciones desde 1977 no fue hasta 1987 cuando fueron oficiales. Continuó ininterrumpida hasta 1996, y era disputada por los campeones de las dos competiciones máximas del fútbol germano, la Bundesliga y la Copa de Alemania. En ese momento el torneo fue sustituido por la Copa de la Liga, que se jugó desde 1997 hasta 2007.
El 23 de julio de 2008 se disputó nuevamente, una vez extinta la Copa de la Liga, entre Bayern de Múnich, campeón de la Liga y de la Copa, y el Borussia Dortmund, subcampeón de la Copa. Fue ganada por este último, pero la misma fue declarada como no oficial. Mismo caso sucedió en 2009 cuando el Werder Bremen, campeón de la Copa, derrotó 2-1 al Wolfsburgo, campeón de la Liga. No fue hasta 2010 cuando volvió a adquirir su oficialidad tras catorce años. La edición fue ganada por el Bayern Múnich por 2-0 frente al Schalke 04.
El 5 de agosto de 2017 el Bayern Múnich, campeón de la Liga, derrotó 5-4 al Borussia Dortmund, campeón de la Copa, en los lanzamientos de penalti, reteniendo así el título conquistado la edición anterior, tras vencerles también, por 2-0. Repitió título el conjunto bávaro tras derrotar 5-0 al Eintracht Fráncfort, campeón de la Copa, en 2018, completando una terna de títulos consecutivos. Fue el Borussia Dortmund quien rompió la hegemonía al vencerles en 2019 por 2-0.

## Historial
| Edición                    | Campeón                  | Resultado        | Subcampeón               | Notas                                       | Sede                                 |
| -------------------------- | ------------------------ | ---------------- | ------------------------ | ------------------------------------------- | ------------------------------------ |
| 1976                       | Borussia Mönchengladbach | 3 - 2            | Hamburgo SV              | No oficial                                  | Volksparkstadion, Hamburgo           |
| 1982                       | FC Bayern Múnich         | 1 - 1 (4-2 pen.) | Hamburgo SV              | No oficial                                  | Olympiastadion, Múnich               |
| DFB Supercup               |                          |                  |                          |                                             |                                      |
| 1987                       | FC Bayern Múnich         | 2 - 1            | Hamburgo SV              | Primera edición oficial por la DFB          | Waldstadion, Fráncfort               |
| 1988                       | SV Werder Bremen         | 2 - 0            | Eintracht Frankfurt      |                                             | Waldstadion, Fráncfort               |
| 1989                       | Borussia Dortmund        | 4 - 3            | FC Bayern Múnich         |                                             | Fritz-Walter-Stadion, Kaiserslautern |
| 1990                       | FC Bayern Múnich         | 4 - 1            | FC Kaiserslautern        |                                             | Wildparkstadion, Karlsruhe           |
| 1991                       | FC Kaiserslautern        | 3 - 1            | SV Werder Bremen         |                                             | Niedersachsenstadion, Hannover       |
| 1992                       | VfB Stuttgart            | 3 - 1            | Hannover 96              |                                             | Niedersachsenstadion, Hannover       |
| 1993                       | SV Werder Bremen         | 2 - 2 (7-6 pen.) | Bayer Leverkusen         |                                             | Ulrich-Haberland-Stadion, Leverkusen |
| 1994                       | SV Werder Bremen         | 3 - 1            | FC Bayern Múnich         |                                             | Olympiastadion, Múnich               |
| 1995                       | Borussia Dortmund        | 1 - 0            | Borussia Mönchengladbach |                                             | Rheinstadion, Düsseldorf             |
| 1996                       | Borussia Dortmund        | 1 - 1 (4-3 pen.) | FC Kaiserslautern        |                                             | Carl-Benz-Stadion, Mannheim          |
| 2008                       | Borussia Dortmund        | 2 - 1            | FC Bayern Múnich         | No oficial                                  | Signal Iduna Park, Dortmund          |
| 2009                       | SV Werder Bremen         | 2 - 1            | VfL Wolfsburg            | No oficial                                  | Volkswagen-Arena, Wolfsburgo         |
| DFL Supercup               |                          |                  |                          |                                             |                                      |
| 2010                       | FC Bayern Múnich (D)     | 2 - 0            | FC Schalke 04 (M)        | La DFL sustituye a la DFB como organizadora | Impuls Arena, Augsburg               |
| 2011                       | FC Schalke 04 (C)        | 0 - 0 (4-3 pen.) | Borussia Dortmund (L)    |                                             | Veltins-Arena, Gelsenkirchen         |
| 2012                       | FC Bayern Múnich (S)     | 2 - 1            | Borussia Dortmund (D)    |                                             | Allianz Arena, Múnich                |
| 2013                       | Borussia Dortmund (S)    | 4 - 2            | FC Bayern Múnich (D)     |                                             | Signal Iduna Park, Dortmund          |
| 2014                       | Borussia Dortmund (S)    | 2 - 0            | FC Bayern Múnich (D)     |                                             | Signal Iduna Park, Dortmund          |
| 2015                       | VfL Wolfsburg (C)        | 1 - 1 (5-4 pen.) | FC Bayern Múnich (L)     |                                             | Volkswagen-Arena, Wolfsburgo         |
| 2016                       | FC Bayern Múnich (D)     | 2 - 0            | Borussia Dortmund (S)    |                                             | Signal Iduna Park, Dortmund          |
| 2017                       | FC Bayern Múnich (L)     | 2 - 2 (5-4 pen.) | Borussia Dortmund (C)    |                                             | Signal Iduna Park, Dortmund          |
| 2018                       | FC Bayern Múnich (L)     | 5 - 0            | Eintracht Frankfurt (C)  | Récord de títulos consecutivos              | Commerzbank-Arena, Fráncfort         |
| 2019                       | Borussia Dortmund (S)    | 2 - 0            | FC Bayern Múnich (D)     |                                             | Signal Iduna Park, Dortmund          |
| 2020                       | FC Bayern Múnich (D)     | 3 - 2            | Borussia Dortmund (S)    |                                             | Allianz Arena, Múnich                |
| 2021                       | FC Bayern Múnich (L)     | 3 - 1            | Borussia Dortmund (C)    |                                             | Signal Iduna Park, Dortmund          |
| 2022                       | FC Bayern Múnich (L)     | 5 - 3            | RB Leipzig (C)           | Récord de títulos consecutivos igualado     | Red Bull Arena, Leipzig              |
| 2023                       | RB Leipzig (C)           | 3 - 0            | FC Bayern Múnich (L)     |                                             | Allianz Arena, Múnich                |
| 2024                       | Bayer 04 Leverkusen (D)  | 2 - 2 (4-3 pen.) | VfB Stuttgart (S)        |                                             | BayArena, Leverkusen                 |
| Franz Beckenbauer Supercup |                          |                  |                          |                                             |                                      |
| 2025                       | FC Bayern Múnich (L)     | 2 - 1            | VfB Stuttgart (C)        |                                             | MHPArena, Stuttgart                  |

Leyenda: (L)= Accede como campeón de Liga; (C)= Accede como campeón de Copa; (D)= Accede como campeón de Liga y Copa, accediendo su rival como subcampeón de Bundesliga (S); (M)= Mejor clasificado de Liga que no disputa la final de Copa.

## Palmarés
| Equipo                   | Títulos | Subcamp. | Años campeonatos                                                 |
| ------------------------ | ------- | -------- | ---------------------------------------------------------------- |
| FC Bayern Múnich         | 11      | 7        | 1987, 1990, 2010, 2012, 2016, 2017, 2018, 2020, 2021, 2022, 2025 |
| Borussia Dortmund        | 6       | 6        | 1989, 1995, 1996, 2013, 2014, 2019                               |
| SV Werder Bremen         | 3       | 1        | 1988, 1993, 1994                                                 |
| FC Kaiserslautern        | 1       | 2        | 1991                                                             |
| VfB Stuttgart            | 1       | 2        | 1992                                                             |
| FC Schalke 04            | 1       | 1        | 2011                                                             |
| RB Leipzig               | 1       | 1        | 2023                                                             |
| Bayer 04 Leverkusen      | 1       | 1        | 2024                                                             |
| VfL Wolfsburg            | 1       | -        | 2015                                                             |
| Eintracht Frankfurt      | -       | 2        |                                                                  |
| Hamburgo SV              | -       | 1        |                                                                  |
| Hannover 96              | -       | 1        |                                                                  |
| Borussia Mönchengladbach | -       | 1        |                                                                  |

## Máximos goleadores
| Pos. | Jugador                   | Clubes                                      | Goles |
| ---- | ------------------------- | ------------------------------------------- | ----- |
| 1    | Robert Lewandowski        | Borussia Dortmund (1) FC Bayern München (6) | 7     |
| 2    | Thomas Müller             | FC Bayern München                           | 5     |
| 3    | Wynton Rufer              | Werder Bremen                               | 4     |
|      | Dani Olmo                 | RB Leipzig                                  | 4     |
| 5    | Arjen Robben              | FC Bayern München                           | 3     |
|      | Jürgen Wegmann            | FC Bayern München (2) Borussia Dortmund (1) | 3     |
|      | Marco Reus                | Borussia Dortmund                           | 3     |
| 8    | Pierre-Emerick Aubameyang | Borussia Dortmund                           | 2     |
|      | Günter Breitzke           | Borussia Dortmund                           | 2     |
|      | Jürgen Degen              | 1. FC Kaiserslautern                        | 2     |

## Entrenadores campeones
| Edición                    | Campeón                  | Entrenadores campeón |
| -------------------------- | ------------------------ | -------------------- |
| 1976                       | Borussia Mönchengladbach | Udo Lattek           |
| 1982                       | FC Bayern Múnich         | Pál Csernai          |
| DFB Supercup               |                          |                      |
| 1987                       | FC Bayern Múnich         | Jupp Heynckes        |
| 1988                       | SV Werder Bremen         | Otto Rehhagel        |
| 1989                       | Borussia Dortmund        | Horst Köppel         |
| 1990                       | FC Bayern Múnich         | Jupp Heynckes        |
| 1991                       | FC Kaiserslautern        | Karl-Heinz Feldkamp  |
| 1992                       | VfB Stuttgart            | Christoph Daum       |
| 1993                       | SV Werder Bremen         | Otto Rehhagel        |
| 1994                       | SV Werder Bremen         | Otto Rehhagel        |
| 1995                       | Borussia Dortmund        | Ottmar Hitzfeld      |
| 1996                       | Borussia Dortmund        | Ottmar Hitzfeld      |
| 2008                       | Borussia Dortmund        | Jürgen Klopp         |
| 2009                       | SV Werder Bremen         | Thomas Schaaf        |
| DFL Supercup               |                          |                      |
| 2010                       | FC Bayern Múnich         | Louis van Gaal       |
| 2011                       | FC Schalke 04            | Ralf Rangnick        |
| 2012                       | FC Bayern Múnich         | Jupp Heynckes        |
| 2013                       | Borussia Dortmund        | Jürgen Klopp         |
| 2014                       | Borussia Dortmund        | Jürgen Klopp         |
| 2015                       | VfL Wolfsburg            | Dieter Hecking       |
| 2016                       | FC Bayern Múnich         | Carlo Ancelotti      |
| 2017                       | FC Bayern Múnich         | Carlo Ancelotti      |
| 2018                       | FC Bayern Múnich         | Niko Kovač           |
| 2019                       | Borussia Dortmund        | Lucien Favre         |
| 2020                       | FC Bayern Múnich         | Hansi Flick          |
| 2021                       | FC Bayern Múnich         | Julian Nagelsmann    |
| 2022                       | FC Bayern Múnich         | Julian Nagelsmann    |
| 2023                       | RB Leipzig               | Marco Rose           |
| 2024                       | Bayer 04 Leverkusen      | Xabi Alonso          |
| Franz Beckenbauer Supercup |                          |                      |
| 2025                       | FC Bayern Múnich         | Vincent Kompany      |